# Aras Razak
Aras Razak (* um 1970) ist ein indonesischer Badmintonspieler. 

## Karriere
Aras Razak wurde 1988 Juniorenweltmeister im Herrendoppel. 1992 siegte er bei den Brunei Open. Weitere vordere Platzierungen folgten unter anderem bei den Polish International 1994, French Open 1994, Swedish Open 1995, Russia Open 1996, India Open 1997, Indonesia International 1997 und den Jakarta International 1998. 1999 und 2000 gewann er die La Chaux-de-Fonds International.

## Sportliche Erfolge
| Saison | Veranstaltung                          | Disziplin    | Platz | Name                        |
| ------ | -------------------------------------- | ------------ | ----- | --------------------------- |
| 1992   | Brunei Open                            | Herrendoppel | 1     | Reony Mainaky / Aras Razak  |
| 1994   | French Open                            | Herrendoppel | 1     | Aras Razak / Amon Santoso   |
| 1997   | Indien: Internationale Meisterschaften | Herrendoppel | 2     | Aras Razak / Hadi Sugianto  |
| 2000   | La Chaux-de-Fonds International        | Herrendoppel | 1     | Thomas Iversen / Aras Razak |

## Referenzen
- Aras Razak beim Badminton-Weltverband

| Personendaten    | Personendaten                  |
| ---------------- | ------------------------------ |
| NAME             | Razak, Aras                    |
| KURZBESCHREIBUNG | indonesischer Badmintonspieler |
| GEBURTSDATUM     | um 1970                        |